# Richard III de Montfaucon
Richard III de Montfaucon, (? - 7/17 juin 1227/37), est comte de Montbéliard et seigneur de Montfaucon.

## Biographie

### Origines
Richard est le fils d'Amédée II de Montfaucon comte de Montbéliard, et de Béatrice de Grandson-Joinville, fille de Roger.

### Comte
En 1192, il rencontre le supérieur du couvent de Payerne en présence d'Amédée Ier de Gex, fils d'Amédée Ier de Genève afin qu'ils fixent ensemble les limites de terres de Montfaucon, à savoir : la moitié d'Orbe et la garde de son château, la terre d'Oulens avec les bois d'Orjulaz s'étendant des deux côtés du Talent, la terre de Bavois avec les villages de Corcelles-sur-Chavornay et de Suchy, la terre de Montagny-le-Corbos et des droits à Yverdon.
Henri VI meurt brutalement en 1197 alors que son fils Frédéric II n'était encore qu'un enfant de trois ans. Les grands de Germanie, soucieux d'éviter une minorité comme celle d'Henri IV, se tournèrent vers le frère du défunt : Philippe de Souabe fut élu en 1198 roi des Romains, en place de son neveu. Le pape lui suscita immédiatement un concurrent, le Welf Otton IV pour qui Richard III et Étienne II d'Auxonne, alors comte vassal de Bourgogne, prirent parti contre l'avis d'Amédée de Tramelay, évêque de Besançon. Il s'ensuit l'excommunication de Richard et de Gauthier après qu'ils eurent fait prisonnier l'évêque Amédée. Une transaction est trouvée en 1199 par laquelle le comte de Montbéliard et le sire de Montfaucon renoncent à leurs prétentions sur dans le Jorat en contrepartie de la levée de leur excommunication.
En 1201, il est dit comte de Montbéliard.
Au début du XIIIe siècle Richard prend une part active dans la guerre entre son beau-frère Étienne II d'Auxonne et Othon de Méranie, d'autant plus que ce dernier occupait le château d'Orbe par l'intermédiaire de Guillaume IV de Mâcon dans le but d'intercepter les secours qu'attendait Étienne III. Quelques années plus tard il est en guerre contre le comte de Ferrette Frédéric II qui venait de faire élever une fortification à Delle en représailles de l'édification du château de Belfort, une médiation est trouvée et scellée par la promesse de mariage des deux enfants des protagonistes.

## Famille
Richard de Montfaucon épouse Agnès de Bourgogne (dite aussi d'Auxonne) – fille d'Étienne Ier-II d'Auxonne – de qui il a :
- Thierry III de Montbéliard, (1205 - 1283), comte de Montbéliard depuis 1227/28, il épouse Alix fille de Frédéric II de Ferrette, de qui il a :

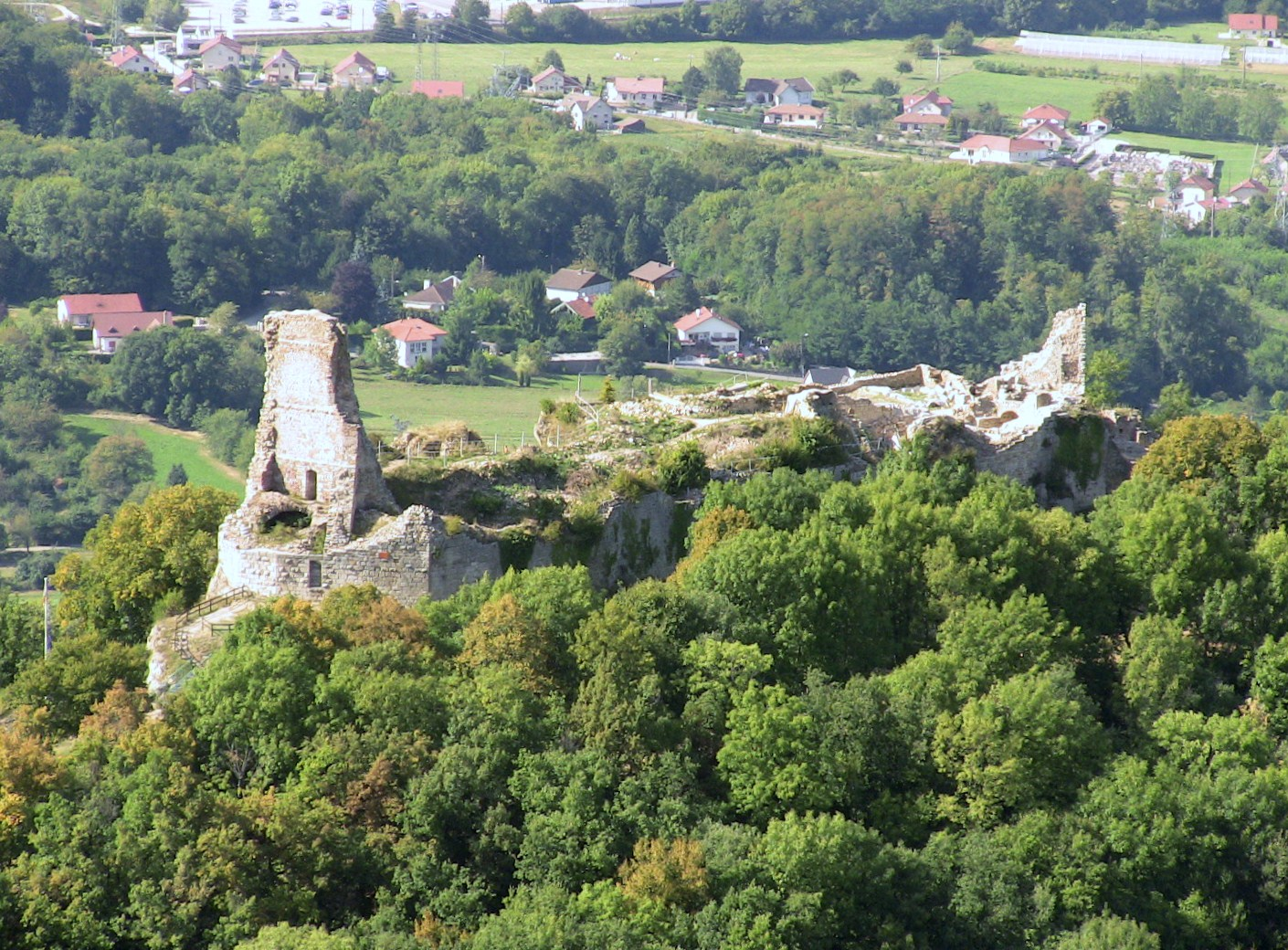
Château féodal de Montfaucon.

  - Richard dit de Montfaucon (il épouse Catherine fille de Mathieu II de Lorraine),
  - Sibylle (elle épouse Rodolphe III de Neuchâtel, d'où la succession des comtes de Montbéliard en 1283 par leur petite-fille Guillemette, femme de Renaud de Bourgogne et mère d'Agnès de Bourgogne ci-dessous ; Agnès a pour sœurs : Jeanne, mariée à Ulrich III de Ferrette puis Rodolphe-Hesso de Bade ; Marguerite, mariée à Guillaume II d'Antigny de Sainte-Croix ; et Alix dame de Montaigu et Montfleur, mariée à Jean II de Chalon-Auxerre),
  - Béatrix (elle épouse Eudes d'Arguel),
  - Agathe (elle épouse Ulrich IV de Neuchâtel-Aarberg),
  - Marguerite (elle épouse Richard Ier de Neufchâtel-Bourgogne) ;
- Amédée III, seigneur de Montfaucon, mari de Mathilde comtesse de Sarrebruck et père de :
  - Gauthier II, lui-même père d'Henri de Montfaucon (comte de Montbéliard par sa femme et petite-cousine Agnès de Bourgogne-Comté ci-dessus), d'où la suite des seigneurs de Montfaucon, et des comtes de Montbéliard à partir de 1339 (dont la comtesse Henriette — petite-fille d'Étienne et arrière-petite-fille d'Henri — qui apporte Montbéliard aux Wurtemberg par son mariage en 1407 avec Eberhard IV),
  - Jean Ier seigneur de Montfaucon, d'Orbe et d'Echallens,
  - Agnès († 1278), femme d'Aymon II, comte de Genève : d'où deux filles, avec postérité dans la Maison de Vienne ;
- Richard IV-Ier de Montfaucon (? - 1277), dit de Montbéliard, seigneur de Courchaton et de Montrond : il épouse Isabelle, dame de Montfort et de Châtel-Maillot, fille de Guillaume de Chay et de Marguerite de Mailly (Mailly-la-Ville ?), d'où :
  - Thierry de Montbéliard-Courchaton, † 1287, x la capétienne Jeanne de Monta(i)gu, dame d'Antigny et de Chagny – † 1291, fille de Philippe de Montagu († vers 1277, x Blanche de Neublans d'Antigny), lui-même fils d'Eudes de Monta(i)gu († 1247, x Elisabeth de Courtenay), lui-même fils d'|Alexandre de Bourgogne-Montaigu († 1205). Parents de :
    - Richard V ou II de Montbéliard-Courchaton sire d'Antigny et de Chagny, † 1337 (à sa mort, Chagny semble passer à la branche des Bellevesvre de Chay-d'Antigny-Ste-Croix-de Vienne ci-dessus), qui x 1° Marguerite fille de Jean III de Thourotte, puis x 2° Isabelle de Pontailler de Talmay, d'où (plutôt du 1° ?) :
      - Jeanne de Montfaucon, † 1337, x le maréchal et Grand bouteiller de France Miles IX de Noyers, † 1350 ; parents de :
        - Jean Ier de Noyers, † 1362, comte de Joigny, d'où la suite des comtes de Joigny et des sires d'Antigny,

    - Jacquette, dame de Meursault en partie (une part de la seigneurie d'Antigny), épouse Robert de Grancey de Larrey
      - Simone de Grancey, marie Guillaume de Chaudenay, d'où Marguerite de Chaudenay, la mère de l'amiral de Vienne,

  - la fratrie de Thierry : - Simon, sire de Montrond et de Maillot, x Catherine de Montluel, veuve de Jean de Cuiseaux ;
- Étienne, (? - septembre 1250), haut doyen du chapitre métropolitain de Besançon ; - Geoffroy de Courchaton, † 1282 ; - Guillemette, x Henri II de Joux ;
- Comtesson, (? - février 1251), elle épouse Humbert II de Cossonay.

### Sources
- Frédéric Charles Jean Gingins-La Sarraz, Recherches historiques sur les acquisitions des sires de Montfaucon et de la maison de Chalons dans le pays-de-Vaud, G. Bridel, 1857 (lire en ligne), p. 22 à 36.